# Awak Kuier
Awak Sabit Bior Kuier (ur. 19 sierpnia 2001 w Kairze) – fińska koszykarka, reprezentantka kraju, południowosudańskiego pochodzenia, posiadająca także egipskie obywatelstwo, występująca na pozycjach silnej skrzydłowej lub środkowej, aktualnie zawodniczka włoskiego zespołu Passalacqua Ragusa, a w okresie letnim – Dallas Wings w WNBA.

## Osiągnięcia
Stan na 5 lutego 2022, na podstawie, o ile nie zaznaczono inaczej.

### Indywidualne
(* – nagrody przyznane przez portal eurobasket.com
- Uczestniczka meczu gwiazd BWB Europe (2018)
- MVP sezonu ligi fińskiej (2020)*[3]
- Najlepsza*:
  - zawodniczka krajowa ligi fińskiej (2020)[3]
  - środkowa ligi fińskiej (2020)[3]
- Defensywna zawodniczka roku ligi fińskiej (2018–2020)*[4][5][3]
- Zaliczona do*:
  - I składu:
    - ligi fińskiej (2020)[3]
    - zawodniczek krajowych ligi fińskiej (2019, 2020)[5][3]
- Liderka w blokach ligi fińskiej (3,1 – 2018, 2,4 – 2019)[4][5]

### Reprezentacja
- Mistrzyni Europy U–18 dywizji B (2019)
- Wicemistrzyni Europy U–20 dywizji B (2019)
- Uczestniczka mistrzostw Europy U–18 dywizji B (2018 – 7. miejsce, 2019)
- MVP mistrzostw Europy U–18 dywizji B (2019)
- Zaliczona do I składu mistrzostw Europy dywizji B:
  - U–20 (2019)[6]
  - U–18 (2019)
- Liderka strzelczyń mistrzostw Europy U–18 dywizji B (2019)